# Okręg wyborczy Ogmore
Okręg wyborczy Ogmore powstał w 1918 r. i wysyła do brytyjskiej Izby Gmin jednego deputowanego. Okręg położony jest w walijskim hrabstwie Glamorgan.

## Deputowani do brytyjskiej Izby Gmin z okręgu Ogmore
- 1918–1931: Vernon Hartshorn, Partia Pracy
- 1931–1946: Edward Williams, Partia Pracy
- 1946–1950: John Evans, Partia Pracy
- 1950–1979: Walter Padley, Partia Pracy
- 1979–2002: Ray Powell, Partia Pracy
- 2002–: Huw Irranca-Davies, Partia Pracy